# 15 Korpus Armijny (Imperium Rosyjskie)
15 Korpus Armijny (ros. 15-й армейский корпус, w skrócie: 15 ак) – jeden z rosyjskich korpusów armijnych okresu Imperium Rosyjskiego.
Dowództwo korpusu stacjonowało w Warszawie.

## Struktura organizacyjna
Organizacja w 1914
- dowództwo i sztab – Warszawa
- 6 Dywizja Piechoty – Ostrów
- 8 Dywizja Piechoty
- 6 Dywizja Kawalerii – Ciechanów, czasowo Warszawa
- 15 Dywizja Kawalerii – Płock
- 15 dywizjon artylerii haubic – Warszawa
- 15 batalion saperów – Warszawa
- 3 kompania telegraficzna – Warszawa

## Podporządkowanie
- 2 Armii (od 2 sierpnia 1914)
- 10 Armii (od 17 lutego 1915)
- 12 Armii (28 lutego – 20 kwietnia 1915)
- 3 Armii (4 maja – 8 czerwca 1915)
- 4 Armii (21 lipca 1915 – 1 lutego 1916)
- 2 Armii (3 marca – 1 lipca 1916)
- 1 Armii (1 sierpnia 1916 – 1 kwietnia 1917)
- 3 Armii (maj – grudzień 1917)

## Dowódcy korpusu
- gen. piechoty N.  N.  Martos (grudzień 1911 – październik 1914)
- gen. piechoty  F. I. von Torklus (październik 1914 – styczeń 1917)
- gen. lejtnant I. Z. Odiszelidze (styczeń – październik 1917)